# Fort Covington Hamlet
Fort Covington Hamlet es un lugar designado por el censo ubicado en el condado de Franklin en el estado estadounidense de Nueva York. En el año 2010 tenía una población de 1.308 habitantes.

## Geografía
Fort Covington Hamlet se encuentra ubicado en las coordenadas 44°58′18″N 74°30′27″O / 44.97167, -74.50750.